# エネルギー自給率
エネルギー自給率（エネルギーじきゅうりつ）とは、「国民生活や経済活動に必要な一次エネルギーのうち、自国内で確保できる比率」を指す。

## 世界の現状
世界各国のエネルギー事情は、各国の地理的条件やエネルギー資源の産出状況などによって大きく異なる。これからのエネルギー消費量については、日本を含む西欧各国については横ばい又は減少傾向にあるが、中国、インドなどの発展途上国については増加傾向にある。特に中国の資源消費量が急速に伸びているため、エネルギー資源の確保が問題となっているとともに、新たなエネルギー資源確保に向けての取り組みが期待されている。

## 日本の現状
日本は、世界第5位のエネルギー消費大国であるが、日本のエネルギー自給率は、わずか11.8%（2018年度）である。ただ、二度にわたる「オイルショック」のあとに行った脱石油・省エネルギー政策の成功によって、日本のエネルギー消費効率は非常に高くなり、実質GDP当たりのエネルギー消費は世界トップレベルで「省エネ大国」といわれることもある。「省エネは、ここ15年ほどの間で最大の新エネルギー源だった」とさえいわれた。
1945年に終戦した先の大戦では、日本の石油輸入の8割を依存していたアメリカ合衆国に日本のエネルギー確保の道を断たれたことによって、日米開戦の流れができたと主張する識者もいるため、エネルギー自給率は食料自給率と並んで、安全保障上きわめて重要である。
日本のエネルギー政策上、主要な原材料である石油は99%以上を輸入に依存しているため、石油の安定供給は、日本の外交政策の重要な課題となっている。
中野剛志は福島第一原子力発電所事故後の原発議論やエネルギー問題に関して、エネルギー自給率の向上に寄与することから原発の有用性を強調している。一方、経済学者の高橋洋一は「電力の自由化をやれば、エネルギーの最適な組み合わせは達成できる。原発事故が現実に起き、そのコストが莫大になった以上、市場原理から考えると原発ゼロが最適解になる」と指摘している。
また、近年においては、日本近海の海底において「メタンハイドレート」が採掘されており、日本国内での資源開発に大きな期待が寄せられている。